# Migliori stoppatori NBA
In questa pagina sono elencati i 50 giocatori che hanno segnato più stoppate nella stagione regolare NBA dal 1973-1974.
Le stoppate segnate nei playoff o nell'ABA non sono incluse.

## Classifica
Statistiche aggiornate al 14 aprile 2025.
|           | Eletto nella Basketball Hall of Fame                 |
| Grassetto | Ancora in attività                                   |
| *         | Giocatore le cui stoppate in ABA non vengono contate |

| #  | Nome                | Stoppate | Partite | Media | Ruolo       | Esordio | Ritiro | Squadre |
| -- | ------------------- | -------- | ------- | ----- | ----------- | ------- | ------ | --- |
| 1  | Hakeem Olajuwon     | 3830     | 1238    | 3,09  | Centro      | 1984    | 2002   | Houston Rockets · Toronto Raptors |
| 2  | Dikembe Mutombo     | 3289     | 1196    | 2,75  | Centro      | 1991    | 2009   | Denver Nuggets · Atlanta Hawks · Philadelphia 76ers · New Jersey Nets · New York Knicks · Houston Rockets                                                                              |
| 3  | Kareem Abdul-Jabbar | 3189     | 1239    | 2,57  | Centro      | 1969    | 1989   | Milwaukee Bucks · Los Angeles Lakers |
| 4  | Mark Eaton          | 3064     | 875     | 3,50  | Centro      | 1982    | 1993   | Utah Jazz |
| 5  | Tim Duncan          | 3020     | 1392    | 2,17  | Centro      | 1997    | 2016   | San Antonio Spurs |
| 6  | David Robinson      | 2954     | 987     | 2,99  | Centro      | 1989    | 2003   | San Antonio Spurs |
| 7  | Patrick Ewing       | 2894     | 1183    | 2,45  | Centro      | 1985    | 2002   | New York Knicks · Seattle SuperSonics · Orlando Magic |
| 8  | Shaquille O'Neal    | 2732     | 1207    | 2,26  | Centro      | 1992    | 2011   | Orlando Magic · Los Angeles Lakers · Miami Heat · Phoenix Suns · Cleveland Cavaliers · Boston Celtics                                                                                  |
| 9  | Tree Rollins        | 2542     | 1156    | 2,20  | Centro      | 1977    | 1995   | Atlanta Hawks · Cleveland Cavaliers · Detroit Pistons · Houston Rockets · Orlando Magic                                                                                                |
| 10 | Robert Parish       | 2361     | 1611    | 1,47  | Centro      | 1976    | 1997   | Golden State Warriors · Boston Celtics · Charlotte Hornets · Chicago Bulls |
| 11 | Alonzo Mourning     | 2356     | 838     | 2,81  | Centro      | 1992    | 2008   | Charlotte Hornets · Miami Heat · New Jersey Nets · Toronto Raptors |
| 12 | Marcus Camby        | 2331     | 973     | 2,40  | Centro      | 1996    | 2013   | Toronto Raptors · New York Knicks · Denver Nuggets · San Diego Clippers · Portland Trail Blazers · Houston Rockets                                                                     |
| 13 | Dwight Howard       | 2228     | 1242    | 1,79  | Centro      | 2004    | 2022   | Orlando Magic · Los Angeles Lakers · Houston Rockets · Atlanta Hawks · Charlotte Hornets · Washington Wizards · Philadelphia 76ers                                                     |
| 14 | Ben Wallace         | 2137     | 1088    | 1,96  | Centro      | 1997    | 2012   | Washington Bullets · Washington Wizards · Orlando Magic · Detroit Pistons · Charlotte Hornets · Chicago Bulls · Cleveland Cavaliers                                                    |
| 15 | Shawn Bradley       | 2119     | 832     | 2,55  | Centro      | 1993    | 2005   | Philadelphia 76ers · New Jersey Nets · Dallas Mavericks |
| 16 | Manute Bol          | 2086     | 624     | 3,30  | Centro      | 1985    | 1995   | Washington Bullets · Golden State Warriors · Philadelphia 76ers · Miami Heat |
| 17 | George Johnson      | 2082     | 848     | 2,46  | Centro      | 1972    | 1986   | Golden State Warriors · Buffalo Braves · New Jersey Nets · San Antonio Spurs · Atlanta Hawks · Seattle SuperSonics                                                                     |
| 18 | Brook Lopez         | 2060     | 1105    | 1,86  | Centro      | 2009    | —      | New Jersey Nets · Brooklyn Nets · Los Angeles Lakers · Milwaukee Bucks |
| 19 | Kevin Garnett       | 2037     | 1462    | 1,39  | Ala grande  | 1995    | 2016   | Minnesota Timberwolves · Boston Celtics · Brooklyn Nets |
| 20 | Larry Nance         | 2027     | 904     | 2,24  | Ala grande  | 1981    | 1994   | Phoenix Suns · Cleveland Cavaliers |
| 21 | Theo Ratliff        | 1968     | 810     | 2,43  | Centro      | 1995    | 2011   | Detroit Pistons · Philadelphia 76ers · Atlanta Hawks · Portland Trail Blazers · Boston Celtics · Minnesota Timberwolves · San Antonio Spurs · Charlotte Bobcats · Los Angeles Lakers   |
| 22 | Pau Gasol           | 1941     | 1226    | 1,58  | Centro      | 2001    | 2019   | Memphis Grizzlies · Los Angeles Lakers · Chicago Bulls · San Antonio Spurs · Milwaukee Bucks                                                                                           |
| 23 | Elton Brand         | 1828     | 1058    | 1,73  | Ala grande  | 1999    | 2016   | Chicago Bulls · San Diego Clippers · Philadelphia 76ers · Dallas Mavericks · Atlanta Hawks                                                                                             |
| 24 | Jermaine O'Neal     | 1820     | 1011    | 1,80  | Centro      | 1996    | 2014   | Portland Trail Blazers · Indiana Pacers · Toronto Raptors · Miami Heat · Boston Celtics · Phoenix Suns · Golden State Warriors                                                         |
| 25 | Anthony Davis       | 1815     | 787     | 2,31  | Ala grande  | 2012    | —      | New Orleans Pelicans · New Orleans Hornets · Los Angeles Lakers |
| 26 | Elvin Hayes         | 1771     | 894     | 1,98  | Ala grande  | 1968    | 1984   | San Diego Rockets · Houston Rockets · Baltimore Bullets · Capital Bullets · Washington Bullets                                                                                         |
| 27 | Serge Ibaka         | 1759     | 919     | 1,91  | Ala grande  | 2009    | 2023   | Oklahoma City Thunder · Orlando Magic · Toronto Raptors · Los Angeles Clippers · Milwaukee Bucks                                                                                       |
| 28 | Artis Gilmore*      | 1747     | 909     | 1,90  | Centro      | 1976    | 1988   | Chicago Bulls · San Antonio Spurs · Boston Celtics |
| 29 | Moses Malone*       | 1733     | 1329    | 1,30  | Centro      | 1976    | 1995   | Buffalo Braves · Houston Rockets · Philadelphia 76ers · Washington Bullets · Atlanta Hawks · Milwaukee Bucks · San Antonio Spurs                                                       |
| 30 | Rudy Gobert         | 1718     | 829     | 2,07  | Centro      | 2013    | —      | Utah Jazz · Minnesota Timberwolves |
| 31 | Josh Smith          | 1713     | 894     | 1,92  | Ala grande  | 2004    | 2018   | Atlanta Hawks · Detroit Pistons · Houston Rockets · San Diego Clippers · New Orleans Pelicans                                                                                          |
| 32 | Kevin McHale        | 1690     | 971     | 1,74  | Ala grande  | 1980    | 1993   | Boston Celtics |
| 33 | Vlade Divac         | 1631     | 1134    | 1,44  | Centro      | 1989    | 2005   | Los Angeles Lakers · Charlotte Hornets · Sacramento Kings |
| 34 | Herb Williams       | 1605     | 1134    | 1,42  | Centro      | 1981    | 1999   | Indiana Pacers · Dallas Mavericks · New York Knicks · Toronto Raptors |
| 35 | Elden Campbell      | 1602     | 1044    | 1,53  | Centro      | 1991    | 2005   | Los Angeles Lakers · Charlotte Hornets · New Orleans Hornets · Seattle SuperSonics · Detroit Pistons · New Jersey Nets · Detroit Pistons                                               |
| 36 | Benoit Benjamin     | 1581     | 807     | 1,96  | Centro      | 1986    | 2000   | Los Angeles Clippers · Seattle SuperSonics · Los Angeles Lakers · New Jersey Nets · Vancouver Grizzlies · Milwaukee Bucks · Toronto Raptors · Philadelphia 76ers · Cleveland Cavaliers |
| 37 | DeAndre Jordan      | 1568     | 1111    | 1,41  | Centro      | 2008    | —      | San Diego Clippers · Dallas Mavericks · New York Knicks · Brooklyn Nets · Los Angeles Lakers · Philadelphia 76ers · Denver Nuggets                                                     |
| 38 | Samuel Dalembert    | 1546     | 886     | 1,74  | Centro      | 2001    | 2015   | Philadelphia 76ers · Sacramento Kings · Houston Rockets · Milwaukee Bucks · Dallas Mavericks · New York Knicks                                                                         |
| 39 | Wayne Cooper        | 1535     | 984     | 1,56  | Centro      | 1979    | 1992   | Golden State Warriors · Utah Jazz · Dallas Mavericks · Portland Trail Blazers · Denver Nuggets                                                                                         |
| 40 | Caldwell Jones*     | 1517     | 1299    | 1,17  | Centro      | 1976    | 1990   | Philadelphia 76ers · Houston Rockets · Chicago Bulls · Portland Trail Blazers · San Antonio Spurs                                                                                      |
| 41 | Alton Lister        | 1473     | 953     | 1,55  | Centro      | 1981    | 1998   | Milwaukee Bucks · Seattle SuperSonics · Golden State Warriors · Boston Celtics · Portland Trail Blazers                                                                                |
| 42 | Andrej Kirilenko    | 1461     | 797     | 1,83  | Ala piccola | 2001    | 2015   | Utah Jazz · Minnesota Timberwolves · Brooklyn Nets |
| 43 | Rasheed Wallace     | 1460     | 1109    | 1,32  | Ala grande  | 1995    | 2013   | Baltimore Bullets · Portland Trail Blazers · St. Louis Hawks · Detroit Pistons · Boston Celtics · New York Knicks                                                                      |
| 44 | Hot Rod Williams    | 1456     | 887     | 1,64  | Centro      | 1986    | 1999   | Cleveland Cavaliers · Phoenix Suns · Dallas Mavericks |
| 45 | Myles Turner        | 1412     | 642     | 2,20  | Centro      | 2015    | —      | Indiana Pacers |
| 46 | Mark West           | 1403     | 1090    | 1,29  | Centro      | 1983    | 2000   | Dallas Mavericks · Milwaukee Bucks · Cleveland Cavaliers · Phoenix Suns · Detroit Pistons · Indiana Pacers · Atlanta Hawks                                                             |
| 47 | Erick Dampier       | 1398     | 987     | 1,42  | Centro      | 1996    | 2012   | Indiana Pacers · Golden State Warriors · Dallas Mavericks · Miami Heat · Atlanta Hawks                                                                                                 |
| 48 | Clifford Robinson   | 1390     | 1380    | 1,01  | Ala grande  | 1989    | 2007   | Portland Trail Blazers · Phoenix Suns · Detroit Pistons · Golden State Warriors · New Jersey Nets                                                                                      |
| 49 | Terry Tyler         | 1342     | 871     | 1,54  | Ala piccola | 1978    | 1989   | Detroit Pistons · Sacramento Kings · Dallas Mavericks |
| 50 | Tyson Chandler      | 1335     | 1160    | 1,15  | Centro      | 2001    | 2020   | Chicago Bulls · New Orleans Hornets · Charlotte Bobcats · Dallas Mavericks · New York Knicks · Phoenix Suns · Los Angeles Lakers · Houston Rockets                                     |